# Peter Nicolay Motzfeldt
Peter Nicolay Motzfeldt, född omkring 1660 i Köpenhamn, död omkring 1735, var en dansk-norsk militär, farfars far till Peter, Frederik och Karl Frederik Motzfeldt.
Motzfeldt var chef för nordanfjällska dragonregementet vid general Armfelts infall i Trondhjems län 1718 och måste, förföljd av svenske generalen De la Barre, dra sig söderut till Gudbrandsdalen. Han tog avsked som generalmajor 1730.